# Histoire de l'analyse
En histoire des mathématiques, l'histoire de l'analyse se déroule principalement dans les quelques derniers siècles.
Cependant, dans l'Antiquité et au Moyen Âge respectivement, les mathématiciens grecs et indiens se sont intéressés à l'infinitésimal et ont obtenu des résultats prometteurs mais fragmentaires. Pour des raisons historiques, leurs successeurs immédiats ne purent bâtir sur ces acquis.

## Mathématiques grecques: la méthode d'exhaustion
On attribue au mathématicien grec Eudoxe de Cnide, dont les travaux sont perdus, la paternité des idées développées dans le livre V des Éléments d'Euclide, qui permet de traiter rigoureusement des égalités entre proportions de grandeurs géométriques de même nature (longueurs, aires ou volumes), y compris irrationnelles. Cette méthode, appelée plus tard méthode d'exhaustion, permet par exemple à Euclide de démontrer que l'aire d'un disque est proportionnelle au carré de son diamètre.
Elle fut brillamment illustrée par Archimède, qui a entre autres montré, que le rapport de l'aire du disque sur le carré de son rayon était identique au rapport de la circonférence du cercle sur son diamètre (formulation qui n'est pas celle d'Archimède, voir l'article détaillé). Elle était encore très estimée, pour sa rigueur, par Blaise Pascal. Il s'agit d'une méthode proche de la notion moderne de limite mais « indirecte » : elle est lourde à manier et permet seulement de montrer des égalités, des égalités de nombres réels si on la relit de façon moderne. Ce qui correspond à l'existence d'un nombre limite est obtenu par des moyens géométriques.
Si la méthode d'Eudoxe fut abandonnée par les mathématiciens au XVIIe siècle avec l'avènement du calcul infinitésimal, ce n'est qu'au XIXe siècle que fut introduite, par divers procédés, la construction des nombres réels qui permet de s'affranchir en toute rigueur de la géométrie.
Archimède a également utilisé pour un calcul approché du nombre Pi une méthode d'encadrements qui n'est pas sans rapport avec la méthode d'Eudoxe, bien que l'objet de celle-ci ne soit pas le calcul approché.

## Mathématiques indiennes
Les mathématiciens indiens ont développé bien avant leurs homologues occidentaux des notions de calcul différentiel et intégral et de passage à la limite.
Au XIIe siècle, Bhāskara introduisit des éléments de calcul différentiel, avec des calculs de nombres dérivés, notamment pour dériver la fonction sinus, la propriété d'annulation de la dérivée en un extremum et même une première version du théorème de Rolle.
Au XIVe siècle, Madhava fut le premier à effectuer de véritables passages à la limite, en introduisant des développements de Taylor pour les fonctions trigonométriques et en estimant l'erreur effectuée lors de la troncature. Il travailla aussi sur les fractions continues et le nombre pi. Il est le fondateur de l'école mathématique du Kerala, qui prospéra jusqu'au XVIe siècle. Depuis la découverte des travaux de cette école, plusieurs historiens n'hésitent pas à le qualifier de père de l'analyse moderne.

## Calcul infinitésimal
L'analyse moderne a été refondée en Occident, au XVIIe siècle, avec le calcul infinitésimal de Isaac Newton et Gottfried Wilhelm Leibniz. Au XVIIe siècle, les thèmes de l'analyse tels que le calcul infinitésimal, les équations différentielles, les équations aux dérivées partielles, l'analyse de Fourier et les fonctions génératrices étaient principalement développés dans les travaux appliqués. Les techniques de calcul infinitésimal étaient utilisées avec succès pour approcher des problèmes du discret par des problèmes du continu.

## Vers la «limite»
Tout au long du XVIIIe siècle, la définition de fonction était un sujet de débat parmi les mathématiciens. Au XIXe siècle, Cauchy fut le premier à donner une fondation logique stricte du calcul infinitésimal en introduisant le concept de suite de Cauchy. Il commença aussi la théorie formelle de l'analyse complexe. Poisson, Liouville, Fourier et d'autres étudièrent les équations aux dérivées partielles et l'analyse harmonique.
Au milieu du XIXe siècle, Riemann introduisit sa théorie de l'intégration. Durant le troisième tiers du XIXe siècle, l'analyse se vit formalisée par Karl Weierstrass, qui pensait que le raisonnement géométrique était en soi fallacieux ; il introduisit aussi la définition « ε-δ » des limites. Puis les mathématiciens commencèrent à s'inquiéter du fait qu'ils supposaient sans preuve l'existence d'un continuum de nombres réels. Richard Dedekind construisit donc les nombres réels avec ses coupures. En même temps, les essais pour affiner les théorèmes de l'intégrale de Riemann menèrent à l'étude de la « taille » de l'ensemble des points de discontinuité des fonctions réelles.
Vers 1890, les fondements de l'analyse moderne sont en place, avec les publications d'ouvrages de référence par Stolz en Allemagne, Jordan en France et Peano en Italie.

## Théorie des mesures
En outre, des « monstres » (des fonctions continues nulle part, des fonctions continues mais dérivables nulle part, des courbes remplissant l'espace) commencèrent à être créés. Dans ce contexte, Marie Ennemond Camille Jordan développa sa théorie sur la mesure. Georg Cantor développa ce qu'on appelle aujourd'hui la théorie naïve des ensembles. Au début du XXe siècle le calcul infinitésimal se formalisa par la théorie des ensembles. Henri Lebesgue résolut le problème de mesure[pas clair] et David Hilbert introduisit les espaces de Hilbert pour résoudre les équations intégrales. L'idée d'espace vectoriel normé était très étudiée dans les années 1920 et Stefan Banach créa l'analyse fonctionnelle.